# Acacia adenogonia
Acacia adenogonia är en ärtväxtart som först beskrevs av Leslie Pedley, och fick sitt nu gällande namn av Richard Sumner Cowan och Bruce R. Maslin. Acacia adenogonia ingår i släktet akacior, och familjen ärtväxter. Inga underarter finns listade i Catalogue of Life.